# Villar San Costanzo
Villar San Costanzo är en ort och kommun i provinsen Cuneo i regionen Piemonte i Italien. Kommunen hade 1 535 invånare (2018).